# Relations entre l'Angola et Israël
Les relations entre l'Angola et Israël sont les relations bilatérales existant entre la république d'Angola et l'État d'Israël. L'Angola dispose d'une ambassade à Tel Aviv, tandis qu'Israël possède une ambassade à Luanda.

## Historique

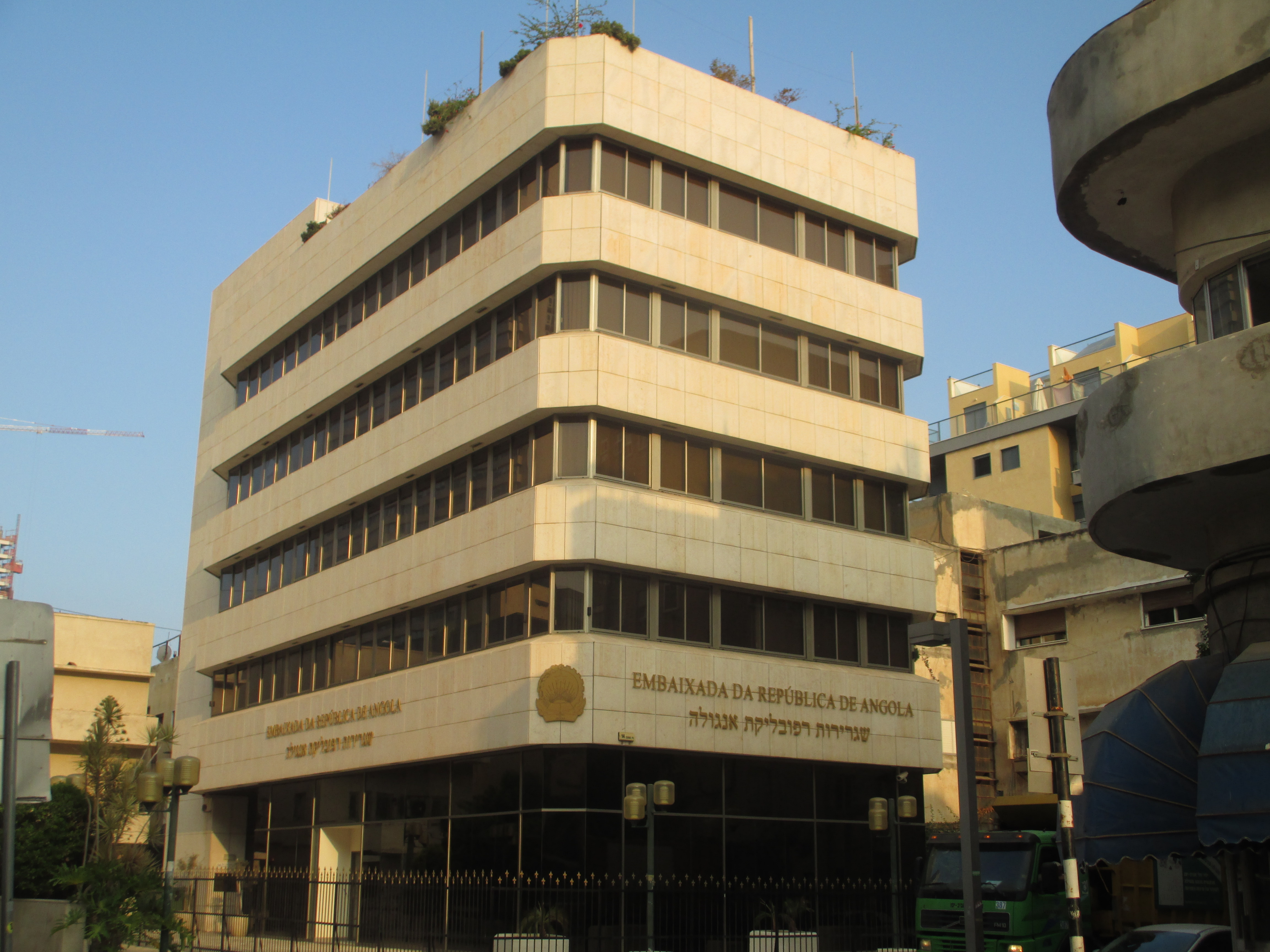
Ambassade de l'Angola à Tel Aviv.

Le gouvernement israélien fournit de l'aide au Front national de libération de l'Angola (FNLA) en 1963 et 1969, durant la guerre d'indépendance de l'Angola. Dans les années 1960. Holden Roberto, le dirigeant du FNLA, effectue une visite en Israël. Des membres du FNLA sont alors envoyés en Israël pour y suivre des entraînements. Israël livre des armes au FNLA via le Zaïre. L'ambassade d'Israël à Luanda est rouverte en 1995, et Tamar Golan (en), qui travaille au maintien des relations israélo-africaines durant plusieurs décennies, est nommée ambassadrice en Angola. Golan quitte ce poste en 2002, mais elle retourne en Angola en 2002 sur demande du président angolais José Eduardo dos Santos afin de participer à l'élaboration d'un groupe de travail œuvrant au retrait des mines antipersonnel, sous l'égide de l'ONU. L'entreprise israélienne Geomine fournit à l'Angola du matériel de détection de mines afin de faciliter leur retrait. 
Le Président dos Santos effectue une visite officielle en Israël en 2005. En mars 2006, le montant des échanges commerciaux entre les deux pays s'élève à 400 millions de dollars. Raphael Singer est l'ambassadeur d'Israël en Angola. En 2010, le gouvernement angolais refuse de recevoir l'ambassadeur israélien Isi Yanouka en raison de son homosexualité affirmée.
En août 2012, le chancelier angolais effectue une visite de trois jours à Jérusalem, tandis que les gouvernements angolais et israéliens signent à Tel Aviv un accord visant à renforcer les relations entre les deux pays. Le Président israélien Shimon Peres déclare que cet accord doit concerner les domaines des sciences et de la technologie, de l'économie et de la sécurité, tandis que le chancelier angolais affirme son souhait de voir les relations s'améliorer dans le domaine de la santé, de l'agriculture, de la science et de la technologie, et de la formation des experts angolais. 